# Општина Салашу Де Сус (Хунедоара)
Салашу Де Сус (рум. Sãlaşu De Sus) општина је у Румунији у округу Хунедоара.
Oпштина се налази на надморској висини од 472 m.